# Теренс Реттіген
Сер Теренс Мервін Реттіген (англ. Sir Terence Mervyn Rattigan; 1911—1977) — англійський драматург і сценарист.
Серед виконавців ролей у п'єсах Реттігена — Дж. Гілгуд («Варіація на тему», 1958, Театр Глоб"), П. Скофілд (Олександр Великий — «Пригодницька історія»), П. Ашкрофт і К. Мор («Глибоке синє море»), А. Гіннесс (полковник Лоуренс — «Росс»).

## П'єси
- 1933 — «Перший епізод»
- 1936 — «Французи без сліз»
- 1946 — «Хлопчик з Вінслоу» (Театр «Лірик»)
- 1948 — «Версія Браунінга»
- 1952 — «Глибоке синє море»
- 1953 — «Сплячий принц»
- 1960 — «Росс» (Театр «Хеймаркет»)

## Екранізації
- «Версія Браунінга» (1951)
- «Глибоке синє море» (1955)
- «Принц і танцівниця» (1957) за п'єсою «Сплячий принц»
- «За окремими столиками» (1958)
- «Глибоке синє море» (2011)